# Астерикс завоёвывает Америку
«Астерикс завоёвывает Америку» (англ. Asterix Conquers America) — немецкий полнометражный анимационный фильм режиссёра Герхарда Хана, являющийся экранизацией серии комиксов про Астерикса и Обеликса, а точнее двадцать второго номера серии — «Великое плавание».

## Персонажи
- Астерикс
- Обеликс
- Юлий Цезарь
- Панорамикс
- Автоматикс

## Сюжет
В далекие времена, когда люди считали Землю плоской как пицца, свободолюбивые галлы из маленькой деревушки на окраине современной Бретани, даже находясь в окружении римских легионов, не унывают, продолжая давать дерзкий отпор захватчикам. Ведь секрет непобедимости галлов — волшебный напиток, который неизменно варит друид Панорамикс.
После очередной стычки с наглыми повстанцами, едва терпя унижение перед сенаторами, Гай Юлий Цезарь решается на хитрый шаг: выслать друида (которого, по словам центуриона Луция, нельзя убить обычными способами) «за край света» и лишить тем самым галлов их преимущества.
В это время в очередной раз в галльской деревне возникает драка из-за рыбы, в ходе которой котел друида с готовым волшебным зельем оказался опрокинут. Оставшегося напитка слишком мало, а у Панорамикса закончились ингредиенты. Отправив Астерикса и Обеликса за свежей рыбой для зелья, друид в сопровождении пёсика Идефикса идет в лес собирать нужные травы. Исполняя приказ Цезаря, небольшой римский отряд ловит Панорамикса вместе с псом и уплывает к «краю Земли», но за ними увязываются главные герои, случайно проплывавшие рядом. После продолжительной погони римляне отправляют друида на катапульте за «край света», Астерикс и Обеликс пускаются вслед, потеряв свой корабль.
В поисках друга галлы познают красоты невиданного ранее края, оказавшегося древней Северной Америкой. Устроив привал, друзья на следующее утро оказываются разделены: Астерикса оглушают индейцы и приводят пленником в свой лагерь, куда по-случайности приземлился Панорамикс. Обеликс тем временем спасает напуганную девушку из того же племени индейцев от разъяренных бизонов. Все вместе друзья завоевывают дружбу среди индейцев, кроме злопамятного и хитрого шамана. После пира колдун, одурманив гостей, крадет друида с целью вызнать у него секрет волшебного зелья силы, эффект которого Панорамикс продемонстрировал в их раннем состязании.
С трудом, но Астериксу всё же удается вызволить друида, а затем, после исцеления Обеликса (на которого дурман подействовал сильнее всего), компания возвращается домой. За это время галльская деревня не смогла пережить осаду римлян, жителей в качестве пленников увезли в ближайший форт для дальнейшей доставки в Рим. Пока легионеры и Цезарь празднуют победу, Астерикс и Обеликс тайком пробираются в лагерь. С помощью тайно пронесенного зелья галлы вновь обретают неуязвимость и громят форт. Лишь Цезарь сумел ускользнуть, раздумывая над тем, как это событие отразить с своих «Записках».
По старой доброй традиции в галльской деревне устраивается шумный пир, на котором Обеликс делится историями о пережитых приключениях в Америке, наряду с тем что показывают и ту песню которые запомнили.